# (4296) van Woerkom
(4296) van Woerkom es un asteroide perteneciente al cinturón de asteroides descubierto el 28 de septiembre de 1935 por Hendrik van Gent desde la Estación meridional de Leiden, en Johannesburgo, República Sudafricana.

## Designación y nombre
van Woerkom fue designado inicialmente como 1935 SA2.
Posteriormente, en 1991, se nombró en honor del astrónomo neerlandés A. J. J. van Woerkom (1915-1991).

## Características orbitales
van Woerkom está situado a una distancia media de 2,248 ua del Sol, pudiendo acercarse hasta 1,875 ua y alejarse hasta 2,622 ua. Tiene una excentricidad de 0,1661 y una inclinación orbital de 6,148 grados. Emplea en completar una órbita alrededor del Sol 1231 días.

## Características físicas
La magnitud absoluta de van Woerkom es 13,2.